# John McGiver
John Irwin McGiver (Manhattan, 5 de novembro de 1913 - Condado de Schoharie, 9 de setembro de 1975) foi um ator norte-americano. 
Pai de 10 filhos, entre eles o também ator Boris McGiver, formou-se em inglês na Universidade Fordham, em 1938. Fez mestrado na Universidade Columbia e especialização na Universidade Católica da América. No início da década de 1940, era professor de inglês, quando em 1942, alistou-se no Exército dos Estados Unidos e serviu na 7° Divisão de Blindados na Europa, durante a Segunda Guerra Mundial. Após a guerra, retornou a lecionar e trabalhava, ocasionalmente, em pequenas peças na Off-Broadway. 
Em 1955, abandonou a profissão de professor para dedicar-se a carreira de ator, trabalhando na peça "Little Glass Clock". Neste mesmo ano, atuou na série de televisão "Studio One". 
Entre meados da década de 1950 e toda a década de 1960, foi um dos atores mais requisitados da televisão norte-americana. Seus principais trabalhos em seriados são: "McKeever and the Colonel", "Many Happy Returns", "General Electric Theater", "Adventures in Paradise", Bonanza, The Beverly Hillbillies, The Twilight Zone, "Many Happy Returns", Voyage to the Bottom of the Sea (série de TV), The Man from U.N.C.L.E., I Dream of Jeannie, Chaparral.
Rosto muito marcado na televisão, estrelou um dos comercias mais famosos da década de 1960, para o American Express, quando ficou muito conhecido pelo bordão "Do you know me?". 
No cinema, também foi muito atuante, trabalhando em produções como: The Gazebo, Breakfast at Tiffany's, The Manchurian Candidate, Fitzwilly, Midnight Cowboy. Seu último trabalho foi em The Apple Dumpling Gang, quando no mesmo mês de lançamento deste filme, faleceu em decorrência de um ataque do coração. 